# 大河津村
大河津村（おおこうづむら）は、かつて新潟県三島郡にあった村。

## 沿革
- 1901年（明治34年）11月1日 - 三島郡善高村、五千石村、下桐原村、本与板村（一部）が合併して、大河津村が発足。
- 1957年（昭和32年）7月5日 - 村域を三分割し、次のとおり隣接自治体に編入され消滅。
  - 大字馬越  → 三島郡与板町
  - 大字敦ケ曽根・北曽根・矢田・田尻・野軽井・入軽井・求草・高内・平野新村新田・万善寺・下中条（のちに一部は分水町）・下桐・硲田・有信・五分一・木島・鰐口・竹森・小豆曽根・新長（大河津分水路左岸）・岩方・仁ケ村外新田 → 三島郡寺泊町
  - 大字野中才・五千石・大川津・新長（大河津分水路右岸） → 西蒲原郡分水町

1922年に完成した信濃川大河津分水路は村内を通る形となり、結果として村は長らく東西に分断されていた。分割によって分水町に編入された右岸側4集落はこれにより中越地方から下越地方に移っている。